# Grubmühl (Gauting)
Grubmühl ist eine Einöde an der Würm in der Nähe von Gauting im Landkreis Starnberg.

## Geschichte

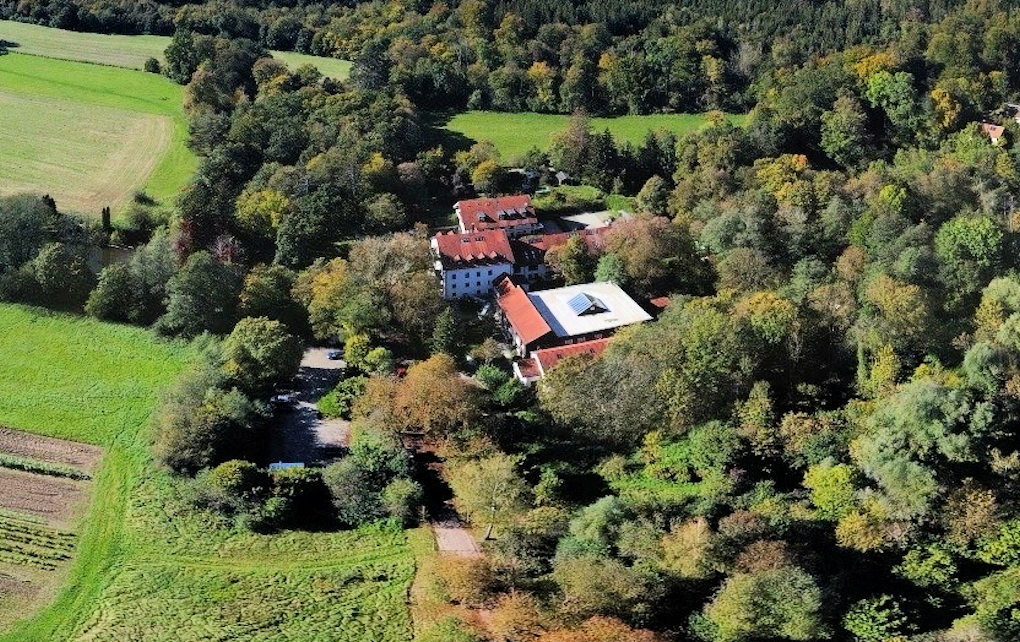
Blick auf Grubmühl von Osten

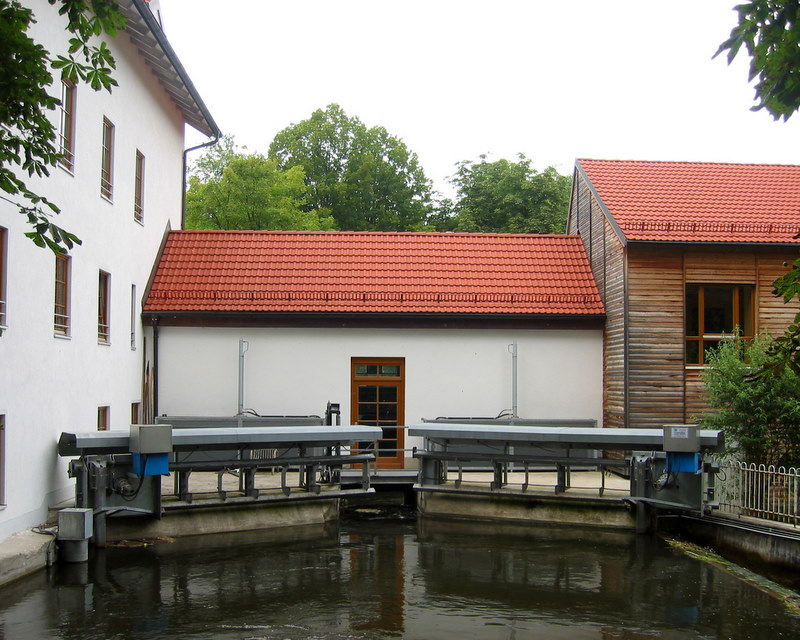
Grubmühle (2008)

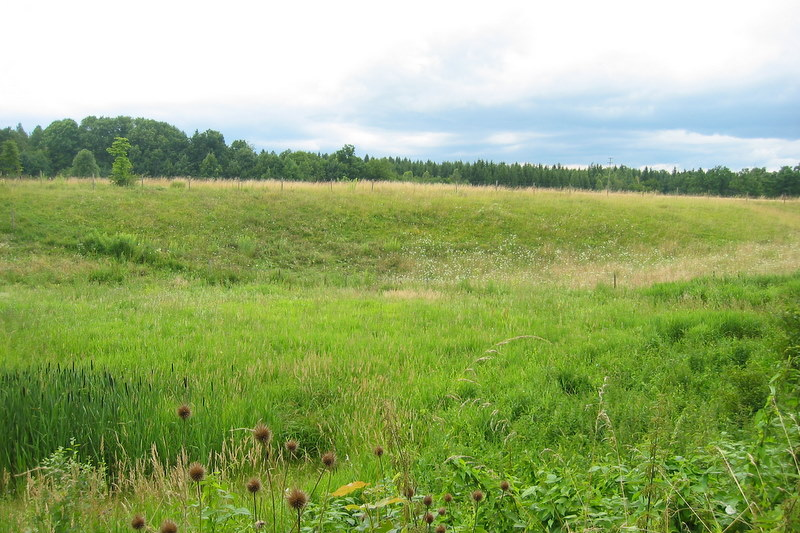
Kolk im Grubmühler Feld

Die Gegend um die Grubmühle hat eine Besiedlungsgeschichte, die bis in die Hallstattzeit zurückweist, wie die dort gefundenen Hügelgräber, wo bereits ein Bronzekessel geborgen wurde, beweisen. Aus dem Mittelalter sind außerdem noch einige Hochäcker erhalten. Der Ort wurde als grueb im Jahr 1399 das erste Mal urkundlich erwähnt, als Konrad von Preysing den Ort verkaufte. Der Ortsname bezeichnet eine Mühle, die an einem Feld liegt, das „Grube“ hieß.
1517 wurde das Kloster Polling als Eigentümer erwähnt, bevor die Mühle dann als Zubehör von Schloss Fußberg 1420 von Rudolf der Jüngere und Konrad von Preysing an die Patrizierfamilien Part und Pütrich ging. Im 16. Jahrhundert gehörte die Mühle dann ebenso wie die Hofmark Königswiesen Katharina Weiler, Ehefrau von Kaspar Weiler.
Alte Stiche und Katasterblätter zeigen, dass der Würmverlauf bis ins 19. Jahrhundert hinein ein ganz anderes Erscheinungsbild mit zahlreichen Nebenarmen, Inseln und Verbreiterungen besaß. Einige trockene Kolke bei Grubmühl zeugen nach wie vor davon.

### Einwohnerentwicklung
| Jahr          | 1861  | 1871  | 1900      | 1925  | 1950  | 1961  | 1970  | 1987  |
| Einwohnerzahl | 5     | 13    | unbewohnt | 61    | 77    | 57    | 61    | 30    |
| Quelle        | [ 2 ] | [ 3 ] | [ 4 ]     | [ 5 ] | [ 6 ] | [ 7 ] | [ 8 ] | [ 9 ] |

## Mühle
Die ursprünglichen Gebäude wurden aufgrund von Baufälligkeit abgerissen. Am 18. Juli 1807 erteilten die Behörden die Genehmigung für einen Mühlenneubau.

### Sägemühle
Damals gehörte die Mühle zu Königswiesen und somit dem Kreisforstreferenten und Regierungsrat Christian Graf von Yrsch. Im Jahr 1842 bestand das Anwesen aus einem Wohnhaus mit Mühlgebäuden, einer Gerbmühle, Pferdeställen, einem Branntweinbrennhaus, einer Sägmühle, einer Stampfmühle, einem Viehstall, einem Getreidekasten sowie einer Wagenremise. Außerdem besaß der Müller 55 Tagwerke Acker, 13 Tagwerke Wiesen und 80 Tagwerke Wald. Im Jahr 1877 wurde eine Kunstmühle eingerichtet, die bald auch Strom erzeugte. 1878 brannte die Mühle nieder. 

### Goldschlägerei
Im Jahr 1883 kaufte Kommerzienrat Leo Haenle den Komplex und wandelte die Mühle in ein Bronze-Stampfwerk um. Die Landwirtschaft wurde eingestellt. In den Jahren 1887, 1896 und 1912 wurden jeweils neuere Turbinen eingebaut. Für die industriell fordernde Arbeit wurden Goldschläger aus Franken angestellt, was der Fabrik im Ort den Namen „Goldschlägerei“ gab. Aus Kupferstengeln wurden dünne Metallbänder für Schmuck und Verpackungen hergestellt. Auch waren die Schläge der Hämmer so laut, dass sie je nach Wind bis in die Nachbarorte gehört werden konnten. Die Lärmemissionen wurden aufgrund der entstehenden Steuereinnahmen geduldet. Anfang des 20. Jahrhunderts wurde das Werk von den Blattmetallwerken München erworben. Im Jahr 1940 wurde das Hammerwerk nach München verlegt und bis zur Stilllegung 1976 auf das Walzen von Metallbändern umgestellt.

## Heute
In dem Ortsteil befinden sich einige Gewerbe, wie etwas das Fitnessstudio Life Gym.

## Einwohner
Entwicklung der Einwohnerzahlen von Grubmühl:
| Jahr | Häuser | Einwohner |
| ---- | ------ | --------- |
| 1825 | 1      | 12        |
| 1880 | 1      | 12        |
| 1904 | 2      | 0         |
| 1925 | 4      | 61        |